# 南瓜鮋
南瓜鮋（学名：Scorpaena pepo），又名石狗公、石頭魚，为輻鰭魚綱鮋形目鮋亞目鮋科鮋屬下的一个种，為深海魚類，分布於西北太平洋台灣海域，棲息深度約200公尺，體長可達24.5公分，棲息在底層水域，生活習性不明。